# Frans Josef von Becker
Frans Josef von Becker, född 19 juni 1823 i Åbo, död 21 november 1890, var en finländsk läkare, son till Reinhold von Becker.
Frans von Becker blev student vid Kejserliga Alexanders Universitetet i Finland i Helsingfors 1839, filosofie magister 1844, medicine kandidat 1847, medicine licentiat 1850 och medicine doktor 1860 samt 1854 den förste innehavaren av lärostolen i fysiologisk kemi och farmakologi vid Helsingfors universitet, sedan han 1853 utgivit en avhandling Om kolhydraternas förändring inom den lefvande djurkroppen. 
Snart nog drogs han dock över till oftalmologin, och då 1871 en extraordinarie professur inrättades för densamma, förordnades von Becker att förestå denna och den därmed förenade kliniken för ögonsjukdomar. Som praktisk ögonläkare åtnjöt von Becker ett stort anseende; som lärare i ögonläkekonst var han oförtruten och tillgodogjorde på ett utmärkt sätt det tillgängliga materialet för undervisningen.
Bland hans skrifter märks i främsta rummet uppsatsen Untersuchungen über den Bau der Linse bei dem Menschen und den Wirbelthieren (i "Archiv für Ophthalmologie" 1863, i vilken han lämnar den första riktiga framställningen av linsfibrernas utveckling och förlopp. Dessutom offentliggjorde han ett antal kasuistiska meddelanden med mera. 
von Becker tog 1885 avsked från professuren. Största delen av sin efterlämnade, inte obetydliga förmögenhet testamenterade han till Helsingfors stad för inrättande av en blindanstalt.

## Utmärkelser
- Sankt Annas orden, tredje klass,  1865[4]
- Sankt Stanislausorden, andra klassen,  1869[4]
- Sankt Annas orden, andra klass,  1877[4]

[Redigera Wikidata]